# Kim Tehjong
Kim Tehjong (Korejski: 김태형; Decembar 30. 1995), poznatiji pod svojim umetničkim imenom V, je južnokorejski pevač, tekstopisac, i glumac. Član je južnokorejske muzičke grupe BTS.

## Mladost i obrazovanje
V je rođen 30. decembra 1995. godine u Teguu, Južnoj Koreji. On je najstariji od troje dece u svojoj porodici, pored mlađeg brata i sestre. U osnovnoj školi prvi put izražava želju da postane profesionalni pevač . Uz podršku svog oca, počinje da uzima časove saksofona . V biva regrutovan
od strane produkcijske kuće "Big Hit Entertejnment", posle uspešno položene audicije u Teguu. Nakon završetka srednje škole 2014. godine , upisuje se na Global Sajber Univerzitet, sa koga je diplomirao u avgustu 2020. godine. U 2021. godini, upisuje master iz oblasti biznisa i administracije u reklamiranju i medijima, na Hanjang Sajber Univerzitetu.

## Karijera

### Od 2013. do danas: BTS
13. juna 2013. debitovao je kao pevač grupe BTS. Zajedno sa članovima svog benda, piše tekstove i melodije za veliki broj njihovih pesama i albuma, koje ujedno i ko-producira. U maju 2018. godine, njegova druga solo numera "Singularity" biva izbačena kao trejler za BTS-ov treći predstojeći album. Pesma je debitovala na "Bi-Bi-Si" radiju 25. oktobra. Mesec dana nakon što je objavljena, "The Guardian" dodaje "Singularity" na svoju muzičku listu "Top 50 pesama meseca juna", a "Bilbord" ju je uvrstio u svoju listu "Top 50 BTS pesama", na 28. poziciji . Generalno, numera "Singularity" je bila veoma dobro prihvaćena od strane kritičara. "Njujork Tajms" ju je rangirao na dvadesetoj poziciji na svojoj listi "65 Najboljih BTS pesama u godini 2018." pored još jednog velikog BTS hita "Fake Love" . V je, zajedno sa ostalim članovima svog benda, postao jedan od najmlađih primalaca prestižnog "Ordena Kulturnih Zasluga", dodeljenog od strane predsednika Južne Koreje. Orden je dodeljen kao priznanje i zahvalnost za širenje korejske kulture širom sveta.
V je, zajedno sa švedskom pevačicom Zarom Larson i jednim od članova svog benda, Džei Houpom, kolaborirao na pesmi "Sasvim Novi Dan" (eng. "A Brand New Day"). Pesma je odrađena kao muzička podloga za njihovu telefonsku aplikaciju "BTS Svet" (eng. "BTS World"). Osam meseci kasnije, sarađuje sa još jednim BTS članom, Džiminom, na pesmi "Prijatelji", za njihov novi album pod nazivom "Mapa Duše: 7".

### Od 2016 do danas: solo projekti
2016. godine, V ostvaruje svoj glumački debi sa sporednom ulogom u KBS2-ovoj istorijskoj drami pod nazivom “Hvarang: Cvet Viteštva”. Za potrebe serijala, objavljuje duet sa Džinom, članom svog benda, pod nazivom “Definitivno Ti”. Kako bi proslavio četvorogodišnjicu grupe BTS, V objavljuje numeru “4 Sata”, 8. juna 2017. godine, koju ko-producira sa vođom benda, RM-om.
V objavljuje svoju prvu solo numeru nezavisno od stvaralaštva BTS-a u januaru 2019. Godine, pod nazivom “Pejzaž”. Pesma je objavljena na SoundCloud stranici grupe. Balada je napisana I komponovana od strane V-a. Oborila je nekoliko rekorda koje su do tada držali drugi umetnici na platformi SoundCloud. Sedam meseci kasnije, objavljuje svoju drugu solo numeru I prvu pesmu celokupno otpevanu na engleskom jeziku, pod naslovom “Zimski Medved” (eng: "Winter Bear"). Za ovu pesmu samostalno režira i video koji je objavljen na BTS-ovom "Jutjub" kanalu 9. Avgusta.

13. marta 2020. godine obajvljuje pesmu pod nazivom “Slatka Noć” za potrebe JTBC-eve drame “Itevon Klas”. Ova indi pop pesma, celokupno otpevana na engleskom jeziku, producirana je I napisana od strane V-a. Numera je dobila generalno povoljne kritike koje su se odnosile na njenu kompoziciju, vokalne performanse izvođača, kao i topao tekst. Ubrzo je debitovala na drugom mestu Bilbordove top liste, što je najviše rangirana pozicija za nekog korejskog umetnika u istoriji top liste. 25. Decembra 2020. objavljuje još jednu solo numeru u kolaboraciji sa Pikbojem, pod nazivom “Snežni Cvet”.

## Izvođačke sposobnosti
Tip pevačkog glasa koji V poseduje je bariton. V je primio generalno pozitivne kritike u vezi svog glasa, koje posebno hvale njegov vokalni registar i prepoznatljivi „hrapavi“ ton. Stekao je šire vokalno priznanje za izvođenje svoje solo pesme „Stigma“, a dobio je pohvale i za falsete, koji svedoče o njegovom vokalnom opsegu i jedinstvenoj muzikalnosti. Određeni novinari i kritičari istakli su njegov umirujući, duboki glas kao ključne elemente celokupnog zvuka koji prati bend BTS. Ljubav prema džez i klasičnoj muzici je veoma uticala na razvoj njegove muzikalnosti. Erik Benet i Рубен Стадард su neki od njegovih muzičkih uzora.

V-ov izvođački stil je poznat po svojoj “dualnosti”, tj. sposobnosti da kod publike probudi paletu različitih emocija nastupajući na sceni. Novinari I kritičari opisuju V-ovo kretanje na sceni kao “precizno I hotimično”, navodeći da veoma dobro koristi kamere u toku svojih nastupa uživo, izražavajući I najsuptilniju mimiku.